# 審計委員會
審計委員會，源自美國2002年7月通過的沙賓法案（Sarbanes-Oxley Act），該法案規定公開發行的公司，應設置由完全獨立董事組成的審計委員會，以強化公司內部的監控機制。審計委員會屬於董事會下設立的功能性委員會，藉由其專業與獨立的立場，協助董事會進行決策。
亞洲各國在亞洲金融風暴後，相繼引進獨立董事與審計委員會的制度，以強制或鼓勵的方式要求發行證券的公司設置審計委員會。
在台灣方面， 中華民國證券交易法第14條之4規定公開發行公司應擇一設置審計委員會或監察人，2006年3月28日金管會發布「公開發行公司審計委員會行使職權辦法」， 2007年1月1日施行，2017年7月28日修正。為有效發揮審計委員會之功能，證券交易法第14條之4第2項亦規定，審計委員會中至少1人應具備會計或財務專長，審計委員會應與會計師及內部稽核保持互動，以強化公司治理之效果。依金管會在2013年發布的強化公司治理藍圖，預計至2019年要完成「資本額在20億元以上的公司，必須要設立審計委員會」，以取代監察人制度；金管會也公佈從2020年至2022年，要逐步完成審計委員會及獨立董事的設置，以強化董事會監督的功能。

## 外部連結
- 公司治理問答集─審計委員會篇 （页面存档备份，存于）